# Anton Tasch
Anton Josef Tasch (* 4. Juli 1845 in Striesewitz; † 19. Februar 1920 in Lissa) war katholischer Geistlicher und Mitglied des Deutschen Reichstags.

## Leben
Tasch besuchte das Königliche Gymnasium in Lissa bis 1865 und studierte dann bis 1868 im theologischen Seminar in Posen und dann auf der Akademie in Münster Theologie und Naturwissenschaften. Er promovierte dort zum Lizentiaten der Theologie und war zuletzt im praktischen Seminar in Gnesen. 1871/72 war er Vikar in Deutsch Krone und von 1872 Prätendar an der Franziskanerkirche für die deutschen Katholiken und Religionslehrer am Königlichen Gymnasium in Gnesen. Außerdem war er von 1878 daselbst Administrator der St. Trinitatis- und der St. Laurentius-Kirche und seit 1887 Propst an der St. Nikolaus-Pfarrkirche in Lissa sowie Religionslehrer am dortigen Königlichen Gymnasium. Während der drei Jahre 1875 bis 1877 war er Redakteur der Zeitung Germania in Berlin.
Von 1898 bis 1903 war er Mitglied des Deutschen Reichstags für den Wahlkreis Regierungsbezirk Posen 6 (Fraustadt, Lissa) und die Deutsche Zentrumspartei.